# フランクフルトの戦い
フランクフルトの戦い(Battle of Frankfurt)は、第二次世界大戦中の西部戦線にて発生した戦いである。1945年3月26日、アメリカ第6機甲師団に援護されたアメリカ第5歩兵師団は、ドイツ第7軍第80軍団が展開するフランクフルト・アム・マインへの攻撃を開始した。
3月22日、ライン川を突破した米第5歩兵師団は速やかに橋頭堡を確立。さらに3月23日にはこの橋頭堡が東へ5マイル拡大され、この時点でフランクフルトへの距離はわずか14マイルとなっていた。3月25日、米第6機甲師団がオッペンハイムにてライン川を突破し、フランクフルトを目指して北上した。3月26日、第5師団は市街南部に到達し、ライン=マイン空軍基地を占領。その後まもなくして第5、第6の両師団は合流を果たし、マイン川に沿って南部からフランクフルトを攻撃した。3月27日、第5師団はマイン川に掛かる無事な橋を発見し、激しい銃砲撃を受けつつもこれを渡って市街への突入を果たす。フランクフルト市内に突入した両師団はドイツ軍守備隊との苛烈な市街戦を戦いつつ、徐々に市街の確保を進めた。3月29日、市街全域がアメリカ軍によって確保されるが、4月4日までは市内各地で散発的な銃撃戦が続いた。
フランクフルト占領後、第5師団は4月7日まで市内での休暇を与えられ、その後はルール包囲戦を戦っていた第1軍第3軍団の支援へと向かった。